# Kesteven 17
Kesteven 17, abreviado como Kes 17 y llamado también SNR G304.6+00.1, G304.6+0.3 y AJG 20, es un resto de supernova que se localiza en la constelación de Centauro.
Fue descubierto en 1970 por observaciones a 408 y 5000 MHz utilizando los radiotelescopios Parkes y Molonglo.

## Morfología
Kesteven 17 es un resto de supernova de morfología mixta.
A 1,4 GHz de frecuencia, se aprecia un caparazón parcial con un diámetro de 7,5 minutos de arco, dominado por dos bordes en las regiones sur y noroeste conectados entre sí por una especie de muesca. También se observa emisión de radio difusa en el interior de la carcasa.
En el infrarrojo, Kesteven 17 fue detectado por el satélite IRAS, revelando una emisión también en forma de caparazón; posteriores observaciones han permitido descubrir una emisión muy brillante en la banda de 3,6 - 8,0 μm desde un caparazón más difuso. Una estructura filamentosa a lo largo del borde noroeste es especialmente brillante a 4,5 μm, lo que sugiere que la emisión procede de H2 impactado.
Por otra parte, la emisión de rayos X es difusa y extendida, más brillante dentro del caparazón de banda de radio. El espectro de rayos X del conjunto de Kesteven 17 parece corresponderse bien con plasma térmico puro.
Se han descubierto máseres de OH a 1720 MHz en nubes moleculares próximas a Kesteven 17.
Asimismo, la mayor parte de la emisión infrarroja del caparazón de este resto de supernova proviene de nubes moleculares impactadas alrededor del remanente.
Se piensa que Kesteven 17 proviene de una supernova de colapso de núcleo (CC) cuya progenitora fue una estrella de Wolf-Rayet con una masa de 25 -30 masas solares.

## Edad y distancia
No se conoce con certeza la edad de Kesteven 17. Un estudio considera que puede tener una edad entre 2000 y 5000 años —si la conducción térmica es el mecanismo dominante responsable de su morfología mixta—, otro le atribuye una edad inferior a 40 000 años y un tercero le asigna una edad en el rango de 28 000 - 64 000 años.
Por otra parte, este remanente se encuentra a una incierta distancia de 15 000 ± 5000 pársecs de la Tierra.